# Sigvard Löfgren
Sigvard Löfgren detto Sigge (Ronneby, 12 aprile 1928 – 21 aprile 1996) è stato un calciatore svedese, di ruolo centrocampista.

## Carriera

Una formazione del Lazio 1954-55; Löfgren è in piedi, 3º da sinistra

Centrocampista, in Svezia gioca nella massima Serie nel Hälsingborg ed esordisce nella Nazionale svedese. Impressiona i dirigenti della Lazio per la sua tecnica ed eleganza. Alto 1,83 sa essere pericoloso anche in zona goal e pertanto arriva a Roma preceduto da un grande battage nel 1951 per esordire in Serie A con la maglia biancoceleste il 14 ottobre dello stesso anno contro la Lucchese andando subito a segno.
Pochi mesi prima era arrivato anche il suo esordio, il 17 giugno 1951, con la Nazionale svedese, nel match disputato e pareggiato dagli scandinavi per 0-0 con la Spagna. Nel corso del precampionato successivo si infortuna seriamente e torna in campo il 13 settembre 1953 contro l'Inter.
Löfgren resta a Roma sino al 1955 per passare poi, a parziale conguaglio del giovane emergente Olivieri, alla SPAL dove viene impiegato da Paolo Mazza a sostegno del lavoro dell'infaticabile Broccini. Al termine di quella stagione, nel 1956, Löfgren abbandona Ferrara e l'Italia per tornare a giocare in Svezia ancora qualche anno prima del suo definitivo ritiro.
In Italia Löfgren ha giocato complessivamente 85 partite e messo a segno 12 reti.